# Мужчине живётся трудно. Фильм 4: Большие планы Тора-сана
«Мужчине живётся трудно. Фильм 4: Большие планы Тора-сана» (яп. 新・男はつらいよ, син отоко-ва цурай ё; англ. Tora-san's Grand Scheme / Tora-san 4) — японская кинокомедия режиссёра Синъити Кобаяси, вышедшая на экраны в 1970 году. Новые комические злоключения добродушного чудака Торадзиро Курума (или по простому Тора-сана) в исполнении популярного в 1960-х — 1980-х годах японского актёра Киёси Ацуми и его любовного интереса к хорошенькой воспитательнице в детском саду Харуко, которую сыграла популярная когда-то и в СССР японская актриса Комаки Курихара.

## Сюжет
Тора-сан выигрывает на скачках в Нагое 1 миллион иен. Он хочет сделать для дяди Тацудзо и тёти Цунэ что-то приятное и едет вновь в Кацусику (Сибамата, Токио). После шумной встречи с его родными, Торадзиро приглашает дядю и тётю совершить поездку на Гавайи. Однако, прохвост-туроператор смывается с его деньгами и Тора-сану приходится всё это как-то объяснять своим родным, которые уже прибыли в аэропорт. Так как тётю и дядю провожали соседи и родственники, им неудобно вернуться домой после такого конфуза. Теперь, чтобы избежать неловкой встречи с соседями, они вынуждены в ночной тьме тихо пробираться в собственный дом, а Тора-сан попутно прикупил ананасы, чтобы впоследствии инсценировать их прибытие с отдыха на Гавайях. Они возвращаются домой как раз вовремя, ибо застают вора. При этом возникает дилемма: нужно вызвать полицию — но тогда всем соседям придётся рассказать правду об их неудавшейся поездке, или оставить вора на свободе? Разругавшись с Тора-саном, тётя и дядя вызывают полицию, а наш незадачливый герой вновь пускается в бега.
Торадзиро, как обычно, начинает странствовать по Японии, зарабатывая себе на жизнь торговлей вразнос дешёвыми товарами. Впрочем, его обещание «никогда не возвращаться» будет недолгим. Тора-сан вернётся уже через месяц и помирится с дядей и тётей, которые были крайне недовольны несостоявшейся поездкой на Гавайи и той ситуацией крайней неловкости перед их соседями и знакомыми, что сопутствовала этому. За время его отсутствия дядя с тётей сдали одну из комнат своего дома хорошенькой девушке, воспитательнице детского сада по имени Харуко. Тора в очередной раз влюбляется, но, как и прежде не раз бывало, его возлюбленная не ответит ему взаимностью, так как сама она уже имеет любимого человека.

## В ролях
- Киёси Ацуми — Торадзиро Курума (или Тора-сан)
- Тиэко Байсё — Сакура, его сестра
- Комаки Курихара — Харуко
- Тиэко Мисаки — Цунэ Курума, тётя Тора-сана
- Син Морикава — Тацудзо, дядя Тора-сана
- Гин Маэда — Хироси Сува, муж Сакуры
- Тайсаку Акино — Нобору Кавамата
- Гадзиро Сато — Гэнкити
- Хисао Дадзаи — Умэтаро Кацура
- Тисю Рю — священник
- Тадаси Ёкоути — Такао Айдзава
- Масао Мисима — Ёсида
- Итиро Дзайцу — грабитель

## Премьеры
- — национальная премьера фильма состоялась 27 февраля 1970 года в Токио[1].
- — премьера в США 25 июля 1973 года[1].